# گل‌شکاف سرمه‌ای
گل‌شکاف سرمه‌ای (نام علمی: Diglossa glauca) نام یک گونه از سرده گل‌شکاف است.